# Quebrada de la Plata
Quebrada de la Plata es una localidad rural chilena ubicada en la Provincia del Huasco, Región de Atacama. De acuerdo a su población es una entidad que tiene el rango de  caserío. Se encuentra localizado al interior del Valle de El Tránsito.

## Historia
Los antecedentes históricos de este poblado son escasos. Sin embargo, su nombre se origina en la quebrada del mismo nombre.
En 1750 Don Fernando de Aguirre, Gobernador de Copiapó, ordena la mensura de las “Tierras de Indios de Guasco Alto”, acción que se realiza en febrero de ese año. La comisión realiza la mensura de tierras en Quebrada de la Plata el día 19 de febrero de ese año.

## Turismo
La localidad de Quebrada de la Plata se ubica junto al camino que une a Alto del carmen con Conay, en la confluencia con la quebrada del mismo nombre. Existen antecedentes de sitios arqueológicos en esta localidad que se encuentran protegidos por la Ley 17.288, pero que lamentablemente fueron intervenidos hace muchos años.

## Accesibilidad y transporte
La localidad de Quebrada de la Plata se ubica a pocos kilómetros del poblado de La Pampa, junto al camino que va hacia Conay.
Existe transporte público a través de buses de rurales desde el terminar rural del Centro de Servicios de la Comuna de Alto del Carmen, ubicado en calle Marañón 1289, Vallenar.
Si viaja en vehículo propio, no olvide cargar suficiente combustible en Vallenar antes de partir. No existen puntos de venta de combustible en la comuna de Alto del Carmen.
A pesar de la distancia, es necesario considerar un tiempo mayor de viaje, debido a que la velocidad de viaje esta limitada por el diseño del camino. Se sugiere hacer una parada de descanso en el poblado de El Tránsito o en Alto del Carmen para hacer más grato su viaje.
El camino hasta Quebrada de la Plata a través de la ruta C-495 es transitable durante todo el año, sin embargo es necesario tomar precauciones en invierno debido a las lluvias y caída de nieve. Se sugiere informarse bien de las condiciones climáticas en el invierno.

## Alojamiento y alimentación
En la comuna de Alto del Carmen existen pocos servicios de alojamiento formales en Alto del Carmen y en Chanchoquín Grande, se recomienda hacer una reserva con anticipación. En Quebrada de la Plata y en La Pampa no existen servicios de alojamiento.
En las proximidades no hay servicios formales de Camping, sin embargo se puede encontrar algunos puntos rurales con facilidades para los campistas en Conay, Chollay y Los Tambos.
Los servicios de alimentación son escasos, existiendo en Alto del Carmen, Chanchoquín Grande y en El Tránsito algunos restaurantes. En Quebrada de la Plata no existen servicios de restaurantes.
En muchos poblados como en La Pampa,  Los Tambos, Conay y Chollay hay pequeños almacenes que pueden facilitar la adquisición de productos básicos durante su visita.

## Salud, conectividad y seguridad
La localidad de Quebrada de la Plata cuenta con servicio de electricidad, iluminación pública.
Próximo a Quebrada de la Plata, en el poblado de Conay existe un puesto fronterizo de Carabineros de Chile que controla los vehículos que suben por la ruta C-495 y una Posta Rural dependiente del Municipio de Alto del Carmen.
Al igual que muchos poblados de la comuna, La Pampa cuenta con servicio de teléfonos públicos rurales. No existe señal para teléfonos celulares.
El Municipio cuenta con una red de radio VHF en toda la comuna en caso de emergencias incluidos La Pampa, Los Tambos y Conay.